# Пенчек (Лодзинське воєводство)
Пенчек (пол. Pęczek) — село в Польщі, у гміні Блашки Серадзького повіту Лодзинського воєводства.
У 1975-1998 роках село належало до Серадзького воєводства.